# Paola Nazzaro
Paola Nazzaro (Avellino, 4 luglio 1959) è una costumista italiana.

## Biografia
Paola Nazzaro ha conseguito il diploma di "Maestra d'Arte Applicata" e la laurea in Sociologia della Moda e del Costume. A diciassette anni si è trasferita a Roma per studiare all'Accademia di Costume e di Moda. Durante il primo anno di accademia ha lavorato con la casa Fendi come disegnatrice di moda per le "Fendissime". Negli anni successivi ha collaborato anche con Lancetti, Testa, Nazareno Gabrielli e Valentino.
Negli stessi anni ha lavorato come attrice per il cinema e il teatro. Prima con Vern Schroeder e Antonio Salines in Concilio d'amore, poi con Federico Fellini, nel film Intervista.
Durante i suoi studi in accademia ha firmato i suoi primi lavori a teatro come scenografa e costumista e ha partecipato come assistente al programma Quelli della notte di Renzo Arbore.
Negli anni successivi ha firmato per la Rai programmi come La Tv delle ragazze e Scusate l'interruzione. Per il cinema ha firmato i costumi di Chi c'è c'è di Piero Natoli. Successivamente ha realizzato i costumi della prima serie di Un posto al sole.
Ritornata al cinema ha firmato i costumi del western Jonathan degli orsi con Franco Nero e di fiction come Le ragazze di piazza di Spagna. Negli anni successivi si è dedicata al mondo della fiction firmando, tra gli altri, i costumi di Una vita a quattro zampe con Lino Banfi, Un prete tra noi, con Massimo Dapporto. Successivamente Una vita in regalo con Luca Barbareschi.
Dal 2004 è tornata ad occuparsi di moda, creando due collezioni di moda femminile.
Alla fine del 2007, alcuni costumi e bozzetti di Paola Nazzaro sono stati esposti alla Mostra Internazionale del Costume e Scenografia Cinema, come nasce un sogno.
Il 26 settembre 2009 è stata premiata dal comune di Avellino per essersi distinta nella sua carriera di costumista e scenografa.
Dopo un periodo dedicato alla moda è tornata al suo ruolo di costumista: Tutti al mare di Matteo Cerami, La farfalla granata di Paolo Poeti, L'aquilone di Claudio di Antonio Centomani.
Negli ultimi anni si è specializzata nella ricerca e selezione degli sponsor e nella ricerca e selezione di investitori interessati a valorizzare i loro marchi attraverso il product placement.
Nel 2012 ha pubblicato, per Edizioni Progetto Cultura, il libro Carezze, Korazze & Skizzi di Vita, poesie, racconti e disegni di vita, con prefazione di Dario Salvatori e Italo Moscati, libro ispirato anche alla sua esperienza nella trasmissione "Lady Burlesque".

## Filmografia

### Cinema
- La stagione fascista, regia di Mario Bianchi (1984)
- Chi c'è c'è, regia di Piero Natoli (1987)
- Passi sulla luna, regia di Claudio Antonimi (1988)
- Gli assassini vanno in coppia, regia di Piero Natoli (1992)
- Jonathan degli orsi, regia di Enzo G. Castellari (1995)
- Buon Natale, regia di Isabella Salvetti (2007)
- L'amore è un gioco, regia di Andrea Rovetta (2008)
- Tutti al mare, regia di Matteo Cerami (2010)
- L'aquilone di Claudio, regia di Antonio Centomani (2013)

### Televisione
- La farfalla granata, regia di Paolo Poeti (2012)
- Te piace ò presepe, documentario, regia di Valerio Marchesini (2007)
- La famiglia Sbadatelli, serie tv su Rai Uno, regia di Valerio Marchesini (2007)
- Una vita in regalo, regia di Tiziana Aristarco (2004)
- Casa famiglia, regia di Riccardo Donna (2002)
- Belgrado Sling, film tv, regia di Riccardo Donna (2001)
- Il destino a 4 zampe, due episodi, regia di Tiziana Aristarco (2001)
- Un prete tra noi, otto episodi, regia di Riccardo Donna (2000)
- Un'isola d'inverno, regia di Gianluigi Calderone (1999)
- Le ragazze di piazza di Spagna, quattro episodi, regia di Riccardo Donna (1998)
- Un posto al sole, regia di Muccino, Antonucci e Nappi (1996)
- W Colombo, regia di Furio Angiolella (1991)
- Caramella, regia di Franco Matteucci (1991)
- La signora della città, regia di Beppe Cino (1991)
- Scusate l'interruzione, regia di Serena Dandini (1989)
- La tv delle ragazze, regia di Serena Dandini (1988)
- Quelli della notte, di Renzo Arbore e Ugo Porcelli (1985)

## Teatrografia
- Le onde di Venere, regia di Adalberto Fei e Mara Miceli, opera teatrale per l'Archeo Festival di Chianciano (2011)
- La contessina Julie, regia di Camilla Mazzitelli (2010)
- Il lupo, regia di Bruno Colella (2001)
- La vedova allegra, regia di Bruno Colella (2001)
- Sumericom, regia di Walter Lupo (2000)
- Non io ma le altre, regia di Giorgio Gallione (1992)
- Mutazioni, regia di Adriana Borriello (1992)
- Scirocco, balletto, regia Adriana Borriello (1992)
- Quando eravamo repressi, regia di Pino Quartullo (1989)
- Amore al computer, regia di Carlo Lizzani (1988)
- L'operetta italiana, regia di Sandro Massimi (1986)
- Diario di un pazzo, regia di Antonio Salines (1983)
- Se ne cadette o teatro, regia di Bruno Colella (1982)

## Premi e riconoscimenti
- Laceno d'oro 1987 - Coppa Pietro Germi  Premio Internazionale Anfiteatro d'Argento Cultura 2018